# 베른-루체른 철도
베른-루체른 철도(Bern–Lucerne railway)는 스위스의 엔틀레부흐(Entlebuch)를 통과하는 부분적으로 복선으로 전철화된 철도이다. 1875년 8월 11일 루체른 근처의 랑나우와 귀치 사이의 주요 구간이 개통되었다.

## 역사
1857년 스위스 동서 철도는 라뇌브빌 – 빌 – 베른 – 귐리겐 – 랑나우 – 루체른 – 추크 – 취리히 노선에 추크에서 라퍼스빌까지의 분기가 있는 철도를 계획했으며, 그중 일부는 이 노선을 형성했을 것이다. 라인. 자금이 확보되지 않은 채 공사를 시작해서 회사는 파산했다. 베른주의 베른 주식을 인수하여 작업을 완료할 수 있었다. 1864년 6월 1일 베른주 철도에 의해 귐리겐-랑나우 구간이 개통되었다. 1875년 베른-루체른 철도(베른-루체른-반, BLB)가 이 구간을 인수하고 8월 11일에 루체른 근처의 구취와 랑나우 사이의 나머지 구간을 개통했다. 따라서 베른과 루체른 간의 연속 작전이 가능했다. 그러나 과도한 건설 비용으로 인해 BLB는 지급 불능 상태가 되어 1877년 BLB의 주요 채권자인 베른주에 인수되었다. 주는 베른 쥐라 철도(JB)에 회사 관리를 위임했다. 1882년부터 베른-루체른 노선은 JB에 의해 임대되었으며 JB는 1884년 이름을 쥐라-베른-루체른(Jura–Bern–Lucerne Railway, JBL)으로 변경했다. 1890년 JLB는 마침내 새로 설립된 쥐라-심플론 철도(쥐라-심플론-반, JS)로 이동했으며, 이 철도 역시 베른-루체른 주에서 인수했다. 1902년 JS의 국유화와 함께 베른-루체른 노선은 스위스 연방 철도의 일부가 되었다.
베른-귐리겐, 오버마트-랑나우 및 귀치-루체른 구간이 1919년과 1924년에 다른 노선의 일부로 전철화된 후, 대부분의 노선은 1934년 8월 15일에 전철화되었다. 붸르브 및 테게르취, 코놀핑엔 및 체치빌 및 보빌 및 에멘마트 시간표가 2004년 12월 12일 변경되어 이 노선에서 매시간 베른-루체른 서비스가 가능하다.

## 운행
베른과 랑나우 사이를 운행하는 베른 S-반의 S2 노선 서비스는 30분마다 운행되고 루체른과 랑나우 사이를 운행하는 루체른 S-반의 S6 노선 서비스는 1시간마다 운행된다. 후자는 부분으로 운영되며 다른 부분은 볼후젠과 랑엔탈 사이를 운행한다. 또한, 뢰치베르커 클래스(Ra535) 세트로 구성된 레기오익스프레스 서비스가 루체른과 베른 사이에서 매시간 실행된다. 2016년 12월부터 레기오익스프레스 서비스는 볼후젠에서 랑엔탈의 S7 서비스와 결합되어 루체른에 두 번째 직접 연결을 제공한다. 3개 라인 모두의 운영은 2010년 시간표 변경 이후 BLS AG; 이전에 S6은 BLS와 SBB가 공동으로 운영했다. 2004년 시간표가 변경될 때까지 SBB 인터레기오 서비스는 루체른에서 베른까지, 그리고 제네바 공항까지 운행했으며 볼후젠, 랑나우 및 코놀핑엔에 정차하고, 하루 중 가장 가까운 곳에는 쉬프하임에도 정차했다. 2004년부터 이 열차는 초핑엔 및 마트슈테텐-로트리스트 신 노선을 통해 운행되어 베른과 루체른 사이를 60분 동안 이동할 수 있다. 그런 다음 레기오익스프레스 서비스가 대체 서비스로 도입되었다.